# Arnold Kock
Arnold Caspar Joseph Kock (* 17. Juli 1822 in Metelen; † 27. Dezember 1879 in Borghorst) war ein deutscher Unternehmer und Gründer der Arnold Kock Textil GmbH.

## Leben

### Familie und Ausbildung
Arnold Kock war das älteste Kind des Metelener Kaufmanns und Leinenhändlers Engelbert Kock (1788–1836) und seiner Frau Maria Catherina, geb. Voss (1797–1835). Schon seine Großeltern Caspar Kock (1742–1804) und Catharina, geb. Schillring (1751–1817) hatten in Metelen einen umfangreichen Leinenhandel, Faktoreien und seit 1810 an der Vechte eine gutgehende Blaufärberei unterhalten. 1835 starb seine Mutter nach der Geburt ihres jüngsten Kindes, ein Jahr später starb sein Vater an Typhus. 1836 kam der damals vierzehnjährige Vollwaise Arnold Kock mit seinen fünf jüngeren Geschwistern zu seinem Onkel Bernhard Joseph Kock (1779–1859), der in Borghorst 1825 die erste Nesselweberei gegründet hatte, als bedeutendster Leinenverleger galt und größter Grundsteuer- und Gewerbesteuerzahler war, aber keine eigenen Kinder hatte. Sein Onkel gab ihm und seinen Geschwistern eine gute Ausbildung und beschäftigte ihn in seinen Faktoreien. 1850 heiratete er Elise Wattendorff (1822–1890), eine Schwester des Borghorster Textilunternehmers Joseph Wattendorff, mit der er sieben Kinder bekam.
1856 wurde in Borghorst nach englischem Vorbild eine Schlichterei einschließlich einer Mehlmühle zur Lieferung des Schlichtmateriales erbaut, um die hohen Einfuhrzoll für die geschlichteten englischen Garne zu vermeiden. Bauherren und Betreiber waren die aus Zwischenahn bei Oldenburg stammenden Joh. Heinrich Brader und sein Schwager Joh. Heinrich Rabe, die ihre praktischen Kenntnisse in England erworben hatten. Sie gründeten 1857 mit den Borghorster Leinen- und Nesselverlegern Wattendorff, Kock und Hageböck als Teilhaber die Firma „Rabe, Brader und Co.“, die zusätzlich eine mechanische Spinnerei mit 16000 Spindeln und 1860 eine mechanische Weberei in Betrieb nahm.

### Übernahme und Weiterentwicklung der Kock-Unternehmen

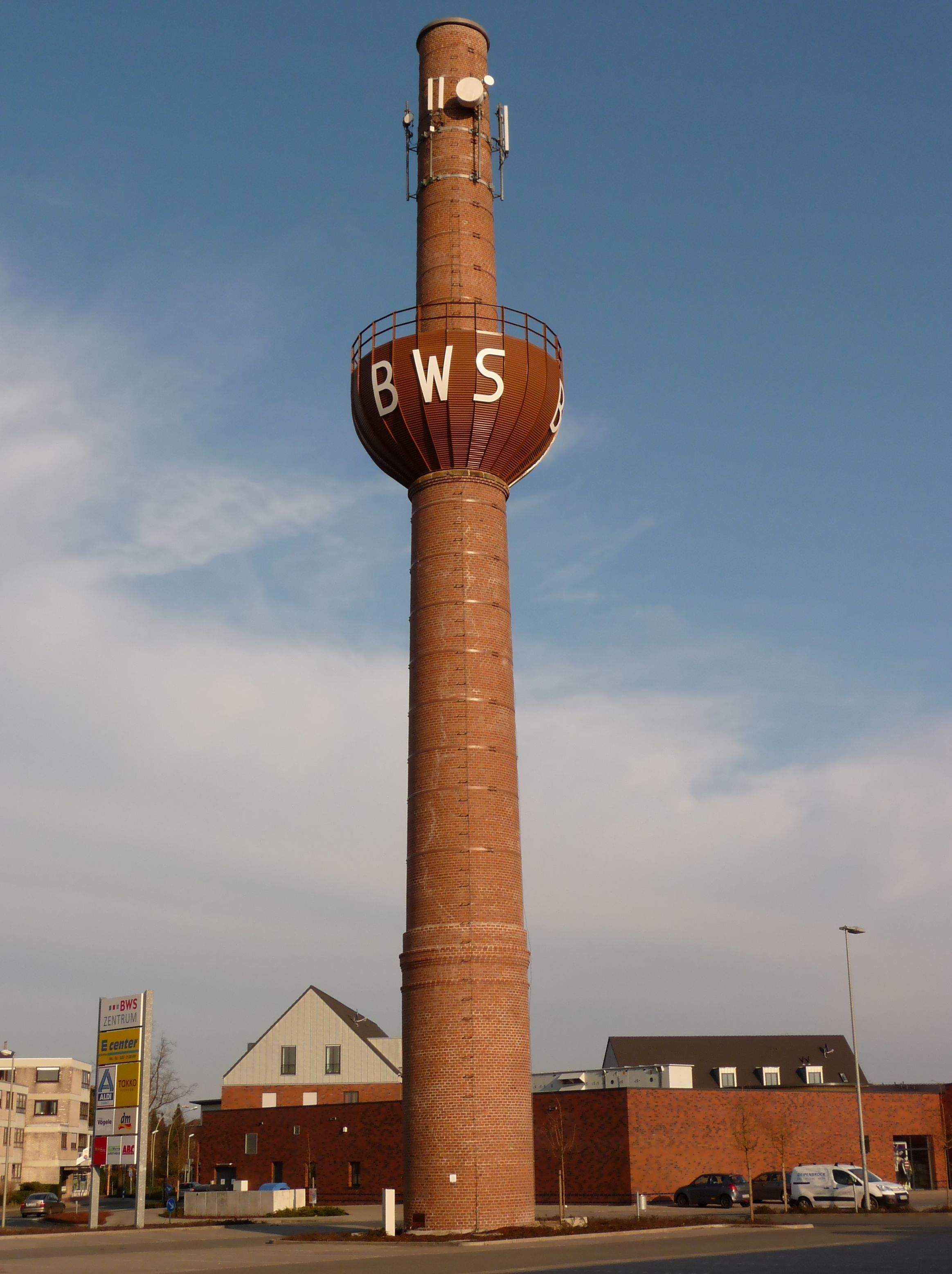
Der erhaltene Fabrikschornstein der BWS in Borghorst (2011)

1859 übernahm Arnold Kock zusammen mit seinem Bruder Franz und Werner Frieling die Faktoreien und Beteiligungen ihres verstorbenen Onkels Bernard Joseph Kock.
1861 schieden die Familien Hageböck, Kock und Wattendorff aus der Firma „Rabe, Brader und Co“. aus. Die Brüder Arnold und Franz gründeten zusammen mit ihrem Schwager Joseph Wattendorff und der zweiten Frau ihres Onkels, Elisabeth Messing, die „Borghorster Warps-Spinnerei Kock und Comp.“ (BWS). „Warp“ ist die englische Bezeichnung für Kettgarn. Die Firma begann mit 4000 Spindeln und expandierte schnell: Um 1880 arbeitete sie bereits mit 24000 Spindeln und 1905 mit 40000 Spindeln.
1865 gründete Kock mit seinen Partnern die Weberei „A.Kock, Frieling und Wattendorff“ in Nordkirchen.
1875 kaufte er nach dem Tode beider Besitzer die Weberei „Brinkhaus und Wischebrink“, die 33 Mitarbeiter hatte, und formierte daraus die Firma „Arnold Kock Textil GmbH“ in Borghorst.

### Nachwirkung
Nach seinem Tod wurde die Arnold Kock Textil GmbH von seinen drei Söhnen Eduard Kock (1856–1926), Arnold Kock (1859–1906) und Franz Kock (1864–1922) weitergeführt.
2002 erzielte das Unternehmen mit ca. 130 Mitarbeitern einen Umsatz von 54 Mio. EUR. Im Februar 2003 musste es Insolvenz anmelden und wurde daraufhin von der Daun-Gruppe übernommen.
2008 wurde nach Abbruch der Gebäude auch der Schornstein der stillgelegten Borghorster Warps-Spinnerei gesprengt. Die Flächen wurden durch den Kreis Steinfurt und den Altlastensanierungsverband NRW (AAV) umfassend saniert.